# Abejorral (ort)
Abejorral är en ort i Colombia.   Den ligger i departementet Antioquía, i den centrala delen av landet, 200 km nordväst om huvudstaden Bogotá. Abejorral ligger 2 167 meter över havet och antalet invånare är 7 360.
Terrängen runt Abejorral är bergig söderut, men norrut är den kuperad. Runt Abejorral är det ganska glesbefolkat, med 38 invånare per kvadratkilometer. Närmaste större samhälle är Aguadas, 20,0 km söder om Abejorral. I omgivningarna runt Abejorral växer i huvudsak städsegrön lövskog.